# Lewin Nyatanga
Lewin Nyatanga (Burton-upon-Trent (Engeland), 18 augustus 1988) is een Britse voetballer van Namibische afkomst met de Welshe nationaliteit. Hij verruilde in juli 2013 Bristol City voor Barnsley. Nyatanga debuteerde in 2002 in het Welsh voetbalelftal. Hij was in 2006 gedurende 87 dagen de jongste international in de voetbalgeschiedenis van Wales.

## Interlandcarrière
Op 1 maart 2006 (17 jaar en 195 dagen oud) brak hij het record van Ryan Green als jongste debutant in een A-interland voor Wales. Met een ervaring van zeventien Championship-wedstrijden was hij wel een van de  spelers die met 0-0 gelijkspeelden tegen Paraguay in het Millennium Stadium. In de wedstrijd daarop, tegen Trinidad en Tobago op 27 mei 2006, werd dat record gebroken toen Gareth Bale als invaller zijn debuut maakte. Die was op dat moment zestien jaar en 315 dagen oud.